# 테니스 (1984년 비디오 게임)
테니스(Tennis, テニス)는 1983년 닌텐도가 개발하고 1984년 패밀리 컴퓨터용으로 출시된 스포츠 게임이다. 아케이드 게임 버전 Vs. Tennis 또한 1984년 닌텐도 VS. 시스템용으로 출시되어 그 해 일본과 미국의 아케이드에서 히트를 쳤다. 미국에서는 1984년 최상위 아케이드 게임들 중 6위를 차지했다. 테니스는 북아메리카와 유럽에서 패밀리 컴퓨터(NES)용으로 17개 런칭 게임들 중 하나이다. 이 게임은 북아메리카에서 런칭 게임으로 게임보이용으로 재출시되었다.

## 같이 보기
- 패밀리 컴퓨터 게임 목록